# پانوز

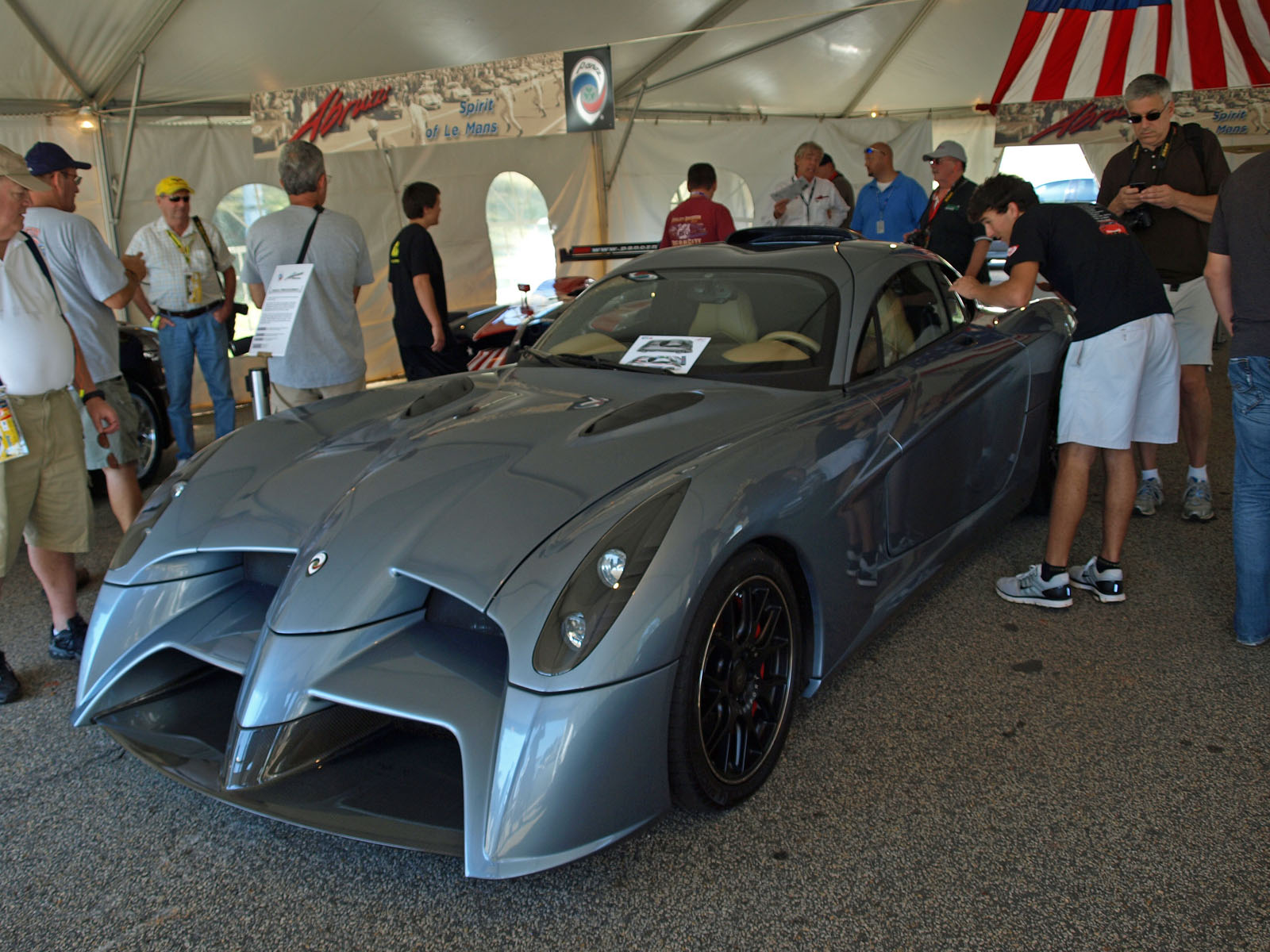
پانوز رودستر

پانوز یک شرکت خودروسازی آمریکایی است که در سال ۱۹۸۹ توسط دنی پانوز تأسیس شده‌است.
هم اکنون تولیدات این شرکت پانوز رودستر، ای آی وی رودستر و پانوز اسپرنت هستند.از سال ۱۹۹۷ خودروهای پانوز شرکت در مسابقات مختلف را در جهان آغاز کردند.